# João Benedito
João Paulo Feliciano Neves Benedito, noto semplicemente come João Benedito (Lisbona, 7 ottobre 1978), è un ex giocatore di calcio a 5 portoghese.

## Palmarès
- Campionato portoghese: 9

Sporting CP: 1998-99, 2000-01, 2003-04, 2005-06, 2009-10, 2010-11, 2012-13, 2013-14, 2015-16
- Taça de Portugal: 5

Sporting CP: 2005-06, 2007-08, 2010-11, 2012-2013, 2015-16
- Supercoppa portoghese: 6

Sporting CP: 2002, 2005, 2008, 2010, 2013, 2014